# Alla Šiškina
Alla Anatol'evna Šiškina (in russo Алла Анатольевна Шишкина?; Mosca, 2 agosto 1989) è una sincronetta russa, campionessa olimpica nella gara a squadre ai Giochi olimpici estivi di Londra 2012, Rio de Janeiro 2016 e Tokyo 2020.

## Carriera
Šiškina ha iniziato a praticare il nuoto sincronizzato all'età di sette anni. Ha fatto il suo debutto internazionale nel 2009 vincendo subito due medaglie d'oro ai Mondiali di Roma.
Ha rappresentato ROC ai Giochi olimpici di Tokyo 2020, dove ha vinto la medaglia d'oro nella gara a squadre.

## Palmarès

### Per ROC
- Giochi olimpici

Tokyo 2020: oro nella gara a squadre.

### Per la Russia
- Giochi olimpici

Londra 2012: oro nella gara a squadre.
Rio de Janeiro 2016: oro nella gara a squadre.
- Mondiali

Roma 2009: oro nella gara a squadre (programma tecnico e libero).
Shanghai 2011: oro nella gara a squadre (programma tecnico e libero) e nel libero combinato.
Barcellona 2013: oro nella gara a squadre (programma tecnico e libero) e nel libero combinato.
Kazan' 2015: oro nella gara a squadre (programma tecnico e libero) e nel libero combinato.
Gwangju 2019: oro nella gara a squadre (programma tecnico e libero) e nel libero combinato.
- Europei

Budapest 2010: oro nella gara a squadre e nel libero combinato.
Berlino 2014: oro nella gara a squadre.
Londra 2016: oro nella gara a squadre (programma tecnico) e nel libero combinato.
- Universiadi

Kazan' 2013: oro nella gara a squadre e nel libero combinato.